# 萨尔胡森
萨尔胡森是德国石勒苏益格－荷尔斯泰因州的一个市镇。总面积10.86平方公里，总人口503人，其中男性252人，女性251人（2011年12月31日），人口密度46人/平方公里。